# Вовківці (Роменський район)
Во́вківці — село в Україні, у Сумській області, Роменському районі. Населення становить ▼329 осіб. Входить до складу Роменської міської громади. До 2020 орган місцевого самоврядування — Пустовійтівська сільська рада.

## Географія
Село Вовківці розташоване на лівому березі річки Сула, вище за течією на відстані 4,5 км розташоване село Соснівка, нижче за течією на відстані 1,5 км розташоване село Пустовійтівка, на протилежному березі — села Вощилиха, Великі Будки, Залуцьке і Загребелля.
Поруч пролягає автомобільний шлях Н07. Неподалік від села розташований гідрологічний заказник «Вовківці»

## Історія
Село постраждало внаслідок геноциду українського народу, проведеного урядом СРСР 1923–1933 та 1946–1947 роках[джерело?].
12 жовтня 2013 року в селі Вовківці Роменського району відкрито пам'ятний знак останньому командиру Роменської боївки УПА в часи Другої світової війни Миколі Цупу
16 жовтня 2017 року відкрито стелу "Героям-повстанцям Роменської боївки УПА".
12 червня 2020 року, відповідно до розпорядження Кабінету Міністрів України № 723-р «Про визначення адміністративних центрів та затвердження територій територіальних громад Сумської області», село увійшло до складу Роменської міської громади.
19 липня 2020 року, в результаті адміністративно-територіальної реформи та ліквідації Роменського району(1930—2020), увійшло до складу новоутвореного Роменського району.

## Політика

### Парламентські вибори, 2019
На позачергових парламентських виборах 2019 року у селі функціонувала окрема виборча дільниця № 590526, розташована у приміщенні клубу.
Результати
- зареєстровано 257 виборців, явка 49,81%, найбільше голосів віддано за «Слугу народу» — 48,44%, за Всеукраїнське об'єднання «Батьківщина» — 10,16%, за «Силу і честь» — 8,59%[5]. В одномандатному окрузі найбільше голосів отримав Максим Гузенко (Слуга народу) — 41,27%, за Дмитра Кірюхіна (Сила і честь) — 12,70%, за Анатолія Кобзаренка (самовисування) — 9,52%[6].

## Економіка
- «Вовківське», ТОВ.
- КСП «Батьківщина».
- ТОВ «Злагода».

## Населення

### Мова
Розподіл населення за рідною мовою за даними перепису 2001 року:
| Мова       | Кількість | Відсоток |
| ---------- | --------- | -------- |
| українська | 484       | 98.17%   |
| російська  | 9         | 1.83%    |
| Усього     | 493       | 100%     |

## Соціальна сфера
- Школа I–II ст.
- Меморіальний музей поета, публіциста, громадського діяча Леоніда Полтави відкрито до 85-річчя від дня його народження. Експозиція музею знайомить із життєвим, творчим шляхом видатного земляка, виданнями його книг англійською та українською мовами, родинними знімками, афішами виступів, лібретто опер та оперет, колекціями значків, брелоків, монет, марок, конвертів, особистими речами Л. Полтави, які подаровані музеєві його родиною з Нью-Йорку.

## Релігія
- Хрестовоздвиженський храм.[8]

## Пам'ятки
- Братська могила радянських воїнів[d];
- Братська могила радянських воїнів[d];
- Могильник курганний «Вовківці» (VII—IV ст. до н. е.);

## Відомі люди
В селі народились:
- Рожалін Кузьма Федорович — військовий лікар 18 століття.
- Леонід Полтава — український поет-емігрант.
- Надія Позняк — українська поетеса.
- В селі народився і загинув провідник боївки УПА Цуп Микола Іванович.
- Повх Василь Олексійович (1906—1997) — український радянський діяч, секретар Закарпатського обласного комітету КПУ, ректор Харківського державного педагогічного інституту імені Сковороди.

У місцевій семирічці навчався поет Йосип Дудка, який після Другої світової війни працював у місцевій школі.

## Джерело
- Погода в селі [Архівовано 19 грудня 2011 у Wayback Machine.]